# Санаторная аллея (Москва)
Санато́рная аллея (название 1990 года) — улица в Юго-Западном административном округе города Москвы на территории района Ясенево. Проходит между Профсоюзной улицей и Тютчевской аллеей.
В перспективе аллеи видны главы церкви Иконы Казанской Божьей Матери в Узком.

## Происхождение названия
Названа в «1990 году по расположенному неподалёку санаторию Узкое». Ранее неофициально называлась Дорога на санаторий «Узкое».

## История
Эта дорога показана на плане 1767 года как «дорога з большой Калужской дороги в село Уское». Судя по плану, первоначально её траектория после пересечения с Даниловским оврагом, по которому протекает речка Чертановка, проходила севернее современной: дорога шла через дамбу между Нижним и последним, не существующим ныне прудом, доходила до конного двора, после чего превращалась в главную сельскую улицу. Нынешнюю траекторию дорога приобрела между 1818 и 1844 гг. при генерале от инфантерии графе Петре Александровиче Толстом. Тогда она стала выходить к церкви, а в её начале была поставлена классицистическая арка, получившие название Небесные ворота. Название ворот объясняется тем, что рельеф местности за ними сильно понижается вплоть до переезда через Чертановку, поэтому при следовании из Узкого к Старой Калужской дороге на большей части пути через ворота было видно небо. Отсюда историческое название этого пути — «дорога в небо». Рядом с усадебным домом сохранились жилые строения XIX века кузнеца, и Конный двор (Профсоюзная ул., 123 А, стр. 7). Также в посёлке в XX веке были построены деревянные (в 1920-е годы), а затем и кирпичные (в 1950-е) двухэтажные дома для обслуживающего персонала санатория. В 2019 году эти дома были включены в программу Реновации и в 2024 году снесены группой «ПИК», среди прочих был уничтожен и дом 1929 года постройки, за который боролись горожане: Департамент культурного наследия Москвы начал рассмотрение обращения с призывом присвоить деревянному дому статус объекта культурного наследия и превратить его в музей.

## Транспорт
По аллее проходит автобус с923.